# Ole Theill
Ole Theill (født 17. august 1956) er en dansk trommeslager, tabla-spiller og komponist.
Han har bl.a. spillet med Acoustic Guitars, Alpha Centauri, Anima, Entrance, Avantgarden Party, Blue Lotus, Koxbox, Savage Rose, Lars Møller Group, C.V. Jørgensen og Sort Sol. I 1989 dannede Ole Theill med Kenneth Knudsen og Mikkel Nordsø  projektet Bombay Hotel, der udgav et album under denne titel. 
Ole Theill har endvidere spillet sammen med Mikkel Nordsø Band, Pia Raug, Jan Akkermann, Lis Sørensen, Palle Mikkelborg (Entrance) og  Van Morrison . 

## Diskografi

### Udgivelser under eget navn
- Change Your Mind (2002) (Stunt Records, STUCD 00022) (med Aske Jacoby (guitar) og Jacob Christoffersen (keyboards))
- Ole Theill (2013) med Kenneth Knudsen,(keybords), Lars Møller,(saxofon), mf.
- Transparent (2020)Clarice Assad, Kenneth Knudsen, Thomas Fonnesbæk, Strygekvartetten Halvcirkel.

### Medvirket på indspilninger
- Den Blå Mani CD-album, Kuffertklar (2002) (Dansant BM 12) som Ole Theill, medvirker på “Øer” på tablas, samt “Natten” på whiskers.

- Bombay Hotel, som Ole Theill / Kenneth Knudsen / Mikkel Nordsø (1989) (Stunt Records STULP 8903/STUCD 18903, også distriburet gennem Elap Music, 46705CD)
- Flowers som Ole Theill / Kenneth Knudsen / Mikkel Nordsø (1993) (Easy Records)[2]
- I det muntre hjørne (C.V. Jørgensen-album) (1990)
- Glamourpuss (Sort Sol-album) (1993), medvirker på "Bangalore Flow"
- Frakilp fra det fjerne (C.V. Jørgensen-album) (2002), medvirker på "Neon Nok" og "Flimmer fra en fjerner"
- Anima (Kilgore),(Songs)
- Arabesque med Acoustic Guitars (Mikkel Nordsø og Klavs Nordsø) (2002) (Stunt Records 206)
- Live med Mikkel Nordsø Band featuring Raul Rekow (2007) (Stunt Records 616)
- Blue Lotus med Mikkel Nordsø Band og Tine Rehling (2010) (Stunt Records 10122)
- It could also happen to you med Jan Akkermann

## Eksterne links
- Kort biografi på discogs.com
- Profil på MySpace
- Interview Arkiveret 27. marts 2014 hos  Wayback Machine i Det Virtuelle Musikbibliotek